# Giovanni Nucci

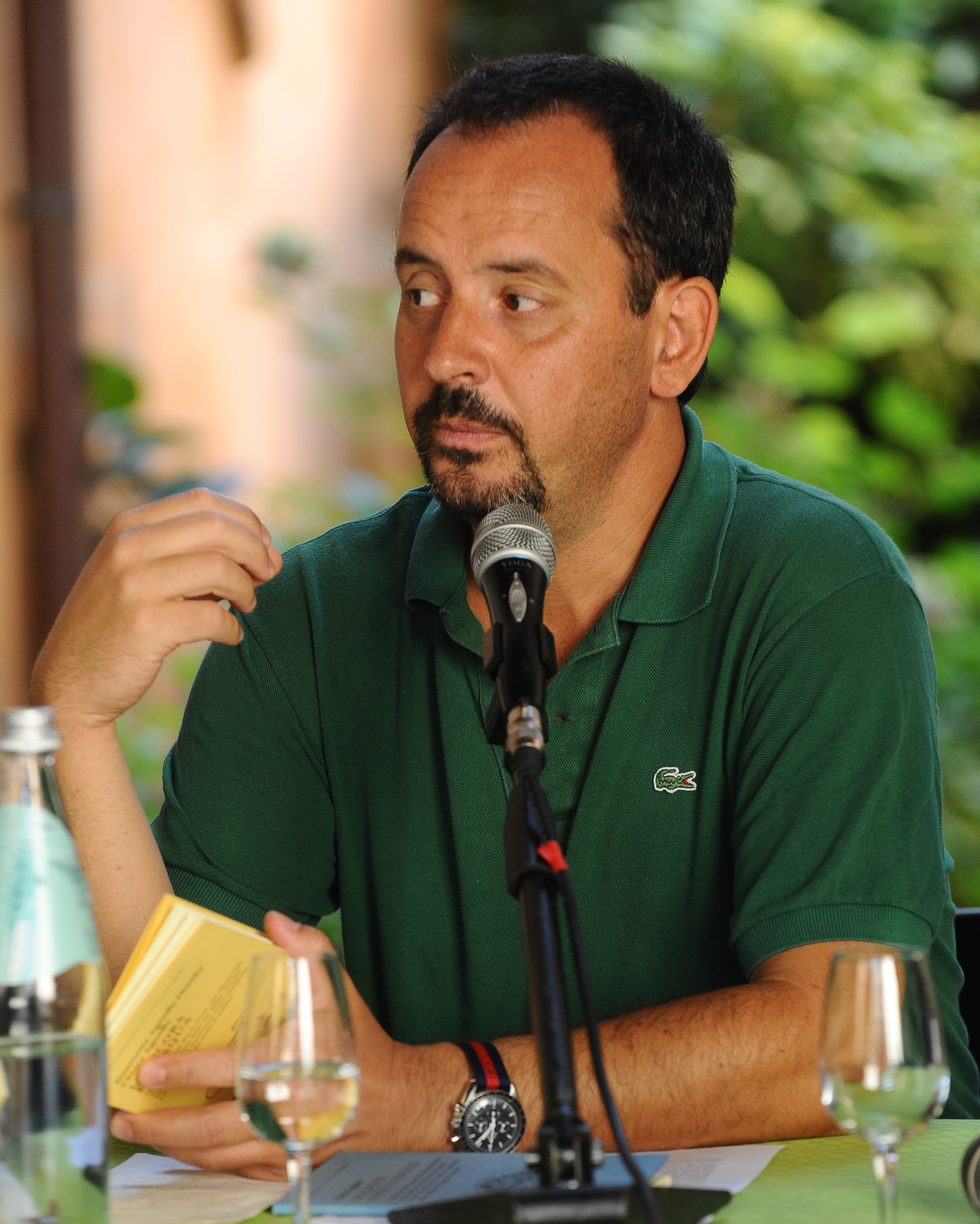
Giovanni Nucci

Giovanni Nucci (Roma, 26 ottobre 1969) è un poeta e scrittore italiano.

## Biografia
Laureato in Filosofia, è editor e consulente editoriale, con collaborazioni con Edizioni E/O, Mondadori Ragazzi, Laterza, Adelphi. È stato direttore editoriale della Italosvevo di Trieste, dove ha ideato e curato la collana «Piccola biblioteca di letteratura inutile». Ha scritto nelle pagine culturali de «L'Unità», de «La Stampa» e sul Domenicale del «Sole 24 ore».
Come autore per ragazzi si è dedicato quasi esclusivamente alla riscrittura di miti greci e romani, seguendo la sua capacità di rendere il racconto del mito particolarmente calzante nell'attualità e nell'immaginario dei bambini. Il suo libro di maggior successo è tuttora Ulisse il mare color del vino uscito per le Edizioni E/O nel 2004 e nel 2013 in una nuova edizione per Salani –  ma anche in Spagna e America Latina per Siruela e come audiolibro con Emons. Scrive di lui Concita De Gregorio nel suo libro «Malamore»: «Ogni volta che rileggo il modo in cui Giovanni Nucci ha riscritto l'Odissea, penso che davvero non ci siano storie più belle di queste e che nessuno le abbia tradotte con più grazia e acume e profonda saggezza». Nel 2010 esce E fonderai la più bella città del mondo per Feltrinelli – nel 2023 ripubblicato con Salani con il titolo Roma, i miti e gli eroi; nel 2013 Francesco, poetica biografia di Francesco d'Assisi; nel 2017 La storia di tutto, dove raccoglie 15 racconti dall'Antico e dal Nuovo Testamento. Nel recensirlo, Enzo Bianchi scrive: «Con grande onestà l'autore non vanta competenze specifiche in campo biblico ed esegetico – pur non essendone affatto privo – ma il suo racconto rivela profonde intuizioni sul volto di Dio e su Gesù di Nazareth e sulla sua predicazione». Nel 2021 esce, sempre per Salani, Achille il midollo del leone.
Tra il 2009 e il 2013 su «L'Unità» esce una serie di racconti dedicati ai drammi di Shakespeare, al mito di Ulisse, al Racconto di Natale di Dickens e alla figura di Francesco d'Assisi: «La godibile narrazione di Giovanni Nucci evoca il mito, ma puntualmente illustra il tempo presente. La illuminante lezione sul Ciclope Polifemo dovrebbe essere imparata a memoria da tutti gli esponenti del Pd, per abbattere il nemico della Repubblica e del popolo italiano».
Sempre nell'aprile del 2017 esce «E due uova molto sode» un pamphlet sulle uova, che Michela Murgia ha definito: «Una lettura intelligente e divertente, che fa molto ridere e fa molto pensare – diverte nel senso etimologico, costringe a guardare in diverse direzioni. Questo libro è un piccolo capolavoro di brillio, non è soltanto qualcosa che vorremmo leggere, è qualcosa che vorremmo pensare, che vorremmo essere capaci di dire a tavola durante una cena per stupire qualcuno e indurlo a pensare che effettivamente abbiamo un’attività neuronica superiore alla media».
Nel 2021 esce per Salani «Achille il midollo del leone» una riscrittura per ragazzi dell'Iliade.

## Opere
- Amore e matematica, Lapis, Roma 1999
- Dietro le quinte, Lapis Roma 1999
- Romolo e Remo e altre storie Mondadori, Milano 1999
- Cupido e Psiche Mondadori, Milano 1999
- Ercole a Roma Mondadori, Milano 1999
- Flora e Zefiro e altre storie Mondadori, Milano 1999
- Ermes e le vacche di Apollo Mondadori, Milano 2000
- La nascita di Atena e altre storie Mondadori, Milano 2000
- Il rapimento di Europa e altre storie Mondadori, Milano 2000
- Afrodite e Anchise e altre storie Mondadori, Milano 2000
- Una maledetta storia di Natale Edizioni E/O Roma 2003
- Le avventure di Ulisse. Non aveva mai smesso di aspettare Edizioni E/O Roma 2005
- Le avventure di Ulisse. Dell'amore e delle sue pene Edizioni E/O Roma 2005
- Le avventure di Ulisse. Una maga orribile e cattiva Edizioni E/O Roma 2005
- Le avventure di Ulisse. Non era stato difficile ingannare il Ciclope Edizioni E/O Roma 2004
- Le avventure di Ulisse. Semplicemente un cavallo enorme Edizioni E/O Roma 2004
- Le avventure di Ulisse. E c'erano mille navi greche Edizioni E/O Roma 2004
- Ulisse. Il mare color del vino, Edizioni E/O Roma 2006. (un unico volume che contiene tutta la serie de Le avventure di Ulisse)
- Giulio Scarpati legge Ulisse. Il mare color del vino Emons Audiolibri, Roma 2008
- E fonderai la più grande città del mondo, Feltrinelli, Milano 2010.
- Èmile (2011) (edizione fuori commercio in tiratura limitata)
- Francesco, Milano, Rizzoli, 2013, ISBN 978-88-170-6531-3.
- Giorgio (2013) (edizione fuori commercio in tiratura limitata).
- La storia di tutto. La Bibbia raccontata ai piccoli, Milano, Salani, 2017, ISBN 978-88-691-8814-5.
- Neri Marcoré legge La storia di tutto, Emons Audiolibri, Roma 2017
- E due uova molto sode, Roma, Edizioni Italo Svevo, 2017, ISBN 978-88-990-2819-0.
- La differenziazione dell'umido, Roma, Edizioni Italo Svevo, 2018
- Achille. Il midollo del leone, Milano, Salani, 2021, ISBN 978-88-310-0361-2.
- Gli dèi alle sei. L'Iliade all'ora dell'aperitivo, Collana Overlook, Milano-Firenze, Bompiani, 2023, ISBN 978-88-301-0991-9.
- Atlante delle emozioni nel mito, Il Saggiatore, Milano 2023, ISBN 978-88-428-3332-1
- Roma i miti e gli eroi, Salani, Milano 2023
- L'anima in rimessa, L'altra città edizioni, Roma 2024